# Teodorico I de Autun
Teodorico I de Autun, é um conde de Autun do século VIIIe , da família dos Guilhemidas.

## Origem
Nenhum documento menciona a sua ascendência. A presença na sua descendência dos primeiros nomes de Bernardo, Teodorico, e Rolanda levou, em 1965, Eduard Hlawitschka a reaproximar os primeiros Guilhemidas da família de Bertrada de Prüm. Na verdade, esta última fundou a abadia de Prüm em 721, e, entre os signatários da escritura de fundação, figuram o seu filho Cariberto e seus parentes mais próximos Rolando, Bernardo, e Teodorico. Os historiadores concordam que Rolanda e Bernardo são casados um com o outro e pais de Teodorico, que é cronologicamente o pai de Teodorico I, conde de Autun. Permanece por avaliar a relação entre Rolanda e Berta. Pierre Riche considera-as como irmãs e filhas do senescal Hugoberto e de Irmina de Oeren, enquanto Chritian Settipani considera que Rolanda é filha de Bertrade ·  · .

## Biografia
Teodorico é citado como conde de Autun várias vezes em 742 e 750. Em 775, uma sentença proferida por Carlos Magno o nomeou entre os seguidores do rei. Em 782, Eginardo é chamado de parente do rei (carlos magno). Ele morre após esta data · .

## Casamento e filhos
Ele casou-se com Alda, provavelmente, a filha de Carlos Martel, duque dos Francos, o que dá origem a :
- Teudoíno († após 826), conde de Autun, citado em 804[3]
- Teodorico, citado em 782[4] · [2] e 804.[3]
- Adalelmo de Autun [4] · .[3]
- Guilherme)[4] · ,[2] conde de Toulouse e fundador em 804 da abadia de Saint-Guilhem-le-Desert. Muito mais tarde (por volta do século XIIe), este último vai ser renomeada para Gilherme de Orange, num dos grandes ciclos épicos da Idade Média.
- Aba e Berta, citadas como religiosas em 804. Uma delas foi provavelmente, casado com um nibelúngida, Quildebrando II ou Nibelungo II.[5]